# Чхонджинский металлургический комбинат
Чхонджинский металлургический комбинат имени Ким Чака (кор. 김책제철련합기업소) — предприятие чёрной металлургии в Сонпхёнском районе города Чхонджин в провинции Хамгён-Пукто на северо-востоке КНДР.

## История
В 1930е годы началась разработка Мусанского железорудного месторождения и в Чхонджине были построены три крупных металлургических предприятия. В августе 1945 года город заняли советские войска. Отступавшие японские войска разрушили оборудование находившихся в городе промышленных предприятий — в результате, при содействии советских специалистов (ремонтно-восстановительными работами на этом объекте руководили инженеры Григорьев и Семисаров) на основе уцелевшего и отремонтированного оборудования был создан Чхонджинский металлургический завод.
10 августа 1946 года Временный Народный Комитет Северной Кореи принял декрет о национализации промышленности.
В ходе Корейской войны предприятие было разрушено, но в ходе выполнения трёхлетнего плана восстановления и развития народного хозяйства КНДР (1954—1956 гг.) при технической помощи СССР оно было восстановлено (в октябре 1954 года была восстановлена коксовая батарея мощностью 200 тыс. кокса в год, в апреле 1955 года - восстановлена и введена в эксплуатацию первая доменная печь, в конце 1955 года - сдан в эксплуатацию агломерационный цех мощностью 500 тыс. тонн агломерата в год) и стало крупнейшим предприятием чёрной металлургии КНДР. Для обеспечения завода и города электроэнергией при участии советских специалистов была построена Чхонджинская ТЭЦ.
В 1957 году правительство КНДР приняло решение о индустриализации страны, в соответствии с которым предусматривалось увеличение мощностей завода. В 1959 году на металлургическом заводе им. Ким Чака были введены в эксплуатацию две доменные печи годовой мощностью 700 тыс. тонн.
В 1960 году на предприятии действовали три домны, мартеновский цех из пяти мартеновских печей и прокатный цех.
6 июля 1961 года был подписан договор о дружбе, сотрудничестве и взаимной помощи между СССР и КНДР. В 1961 году на металлургическом комбинате имени Ким Чака вступили в строй электропечи № 5 и № 6.
В соответствии с шестилетним планом развития народного хозяйства КНДР (1971—1976 гг.) началось расширение комбината — при содействии СССР в 1971—1972 гг. здесь начались строительные работы.
В 1974 году на предприятии была введена в строй доменная печь. В 1975 году был введён в строй 98-километровый трубопровод Мусан — Чхонджин для доставки железорудного концентрата на металлургический комбинат имени Ким Чака. Кредит, предоставленный СССР на осуществление реконструкции комбината, был предоставлен в соответствии с условиями советско-корейского договора от 6 июля 1961 года и погашен за счёт поставок продукции комбината в СССР.
В 1980 году здесь был введён в строй цех холодной прокатки стального листа.
В 1983 году на предприятии был сдан в эксплуатацию цех по производству холоднокатанного стального листа мощностью 400 тыс. тонн в год.
В 1986 году предприятие представляло собой металлургический комбинат полного цикла мощностью 1 млн тонн стали в год (кислородно-конверторный цех, цеха холодной прокатки, горячей прокатки и оцинкования которого были построены при содействии СССР). Основной продукцией являлись чугун, сталь и листовой прокат (при этом часть выпускаемой продукции поставлялась на экспорт в СССР и другие страны мира).
В 2020 году на предприятии начались работы по сооружению новой доменной печи с улучшенной энергоэффективностью.

## Современное состояние
Комбинат является головным предприятием металлургического производственного объединения (в состав которого входят проектно-конструкторское бюро, два рудника по добыче железной руды, трубопровод по транспортировке железорудного концентрата и несколько смежных предприятий), на его балансе находятся санаторий и объекты социальной инфраструктуры города.